# Krut
Krut (druga połowa XI wieku) – syn Gryna, pogański władca obodrzycki.
Postać znana głównie z kroniki Helmolda. Krut doszedł do władzy po śmierci Gotszalka w 1066 roku, prawdopodobnie wybrany przez wiec. Na jego rządy przypada okres największego powodzenia Obodrzyców. Początkowo walczył z synem Gotszalka, Budiwojem (Budziwojem), którego wspierał książę saski, Ordulf. Jednak ani Ordulf, ani jego następca, Magnus nie mogli pokonać Kruta. Ostatecznie Budiwoj nakłonił Magnusa do jeszcze jednej wyprawy, zakończonej zupełnym fiaskiem (rok 1074 lub 1075). Posiłki saskie wraz z Budiwojem osaczono w grodzie Płonie. W wyniku układów Budiwoj i jego ludzie uzyskali możliwość wyjścia z grodu bez broni, jednak zostali zabici z powodu gwałtów, jakich dopuścili się na mieszkankach. 
Od tej pory Krut rządził zjednoczonym Księstwem Obodrzyckim, a także podbitymi przez siebie ziemiami niemieckich Nordalbingów. Wstrząsane wewnętrznymi niepokojami Cesarstwo nie reagowało. Jednocześnie był to czas ustrojowej stagnacji Obodrzyców. Tkwili w dawnym ustroju plemiennym oraz w religii pogańskiej. 
Około roku 1093 Obodryci zostali zaatakowani przez pretendenta do tronu, syna Gotszalka, Henryka, popieranego przez Danię i Saksonię. Krut próbował się z nim porozumieć, dzieląc się władzą. Według Helmolda Krut dybał na życie Henryka, ale ten unikał zasadzek dzięki pozyskaniu żony Kruta, Sławiny. Ostatecznie to Krut zginął zamordowany z rozkazu Henryka Gotszalkowica, który wkrótce pojął Sławinę za żonę. Był ostatnim wielkim księciem wybranym przez wiec, jego następcy byli już zależni od wsparcia Sasów.

Jego synem był Warcisław a wnukiem Racław książę Rugii.